# Pierre Mulele
Pierre Mulele nascut l'11 d'agost de 1929, després d'una estratagema de Mobutu va morir torturat a la nit de el 2 a el 3 d'octubre de 1968 després de ser castrat i mutilat, és un polític del Congo-Kinshasa. Ex Ministre d'Educació Nacional en el govern de Patrice Lumumba, va ser el cap d'un govern de rebel·lió amb Antoine Gizenga com a Primer Ministre de 1961 a 1964. Aquesta Rebel·lió de Simba de vegades es diu Rebel·lió Mulellista després del seu nom. És un màrtir de el règim de Mobutu Sese Seko.